# Primera División femenina de la República Checa
La Liga de Fútbol Femenino de la República Checa (en checo: I. liga žen) es la máxima categoría de dicho deporte en la República Checa. 
Esta competición es dominada por los equipos de Praga: Sparta Praga y Slavia Praga, quienes poseen los títulos de todas las ediciones.
El equipo campeón de la liga clasifica a la Liga de Campeones Femenina de la UEFA.

## Historia y formato
Fue fundada en 1993 luego de la disolución de Checoslovaquia.
La I. liga está formada por 12 equipos que juegan en el sistema todos contra todos en encuentros de ida y vuelta.

## Equipos temporada 2020-21
| Club                  | Ciudad           | Estadio         | Posición 2019-20 |
| --------------------- | ---------------- | --------------- | ---------------- |
| 1. FC Slovácko        | Uherské Hradiště | Městský stadion | 4.º              |
| FK Pardubice          | Pardubice        | Letní stadion   | 8.º              |
| AC Sparta Praga       | Praga            | Estadio Strahov | 2.º              |
| FC Slovan Liberec     | Liberec          | Frýdlant        | 7.º              |
| FK Dukla Praha        | Praga            | SK Prosek       | 6.º              |
| FC Viktoria Pilsen    | Pilsen           | SK Smíchov      | 3.º              |
| Lokomotiva Brno H. H. | Brno             | Horní Heršpice  | 5.º              |
| SK Slavia Praga       | Praga            | SC Xaverov      | 1.º              |

## Historial
Lista de ediciones y campeones.
| Temporada | Campeón           | Subcampeón   | Tercer lugar    | Goleadora               | Club          |
| --------- | ----------------- | ------------ | --------------- | ----------------------- | ------------- |
| 1993-94   | Sparta Praga (1)  |              |                 |                         |               |
| 1994-95   | Sparta Praga (2)  |              |                 |                         |               |
| 1995-96   | Sparta Praga (3)  |              |                 | Gabriela Chlumecká (41) | Sparta Prague |
| 1996-97   | Sparta Praga (4)  |              | Viktoria Pilsen |                         |               |
| 1997-98   | Sparta Praga (5)  |              |                 |                         |               |
| 1998-99   | Sparta Praga (6)  | DFC Praga    | Otrokovice      | Iveta Dudová (39)       | Otrokovice    |
| 1999-2000 | Sparta Praga (7)  | Slavia Praga | Otrokovice      | Iveta Dudová (37)       | Otrokovice    |
| 2000-01   | Sparta Praga (8)  | Otrokovice   | DFC Praga 15    | Iveta Dudová (45)       | Otrokovice    |
| 2001-02   | Sparta Praga (9)  | Slavia Praga |                 | Iveta Dudová (31)       | Otrokovice    |
| 2002-03   | Slavia Praga (1)  | Sparta Praga |                 |                         |               |
| 2003-04   | Slavia Praga (2)  | Sparta Praga | Hradec Králové  |                         |               |
| 2004-05   | Sparta Praga (10) | Slavia Praga | Hradec Králové  | Iva Mocová (48)         | Sparta Prague |
| 2005-06   | Sparta Praga (11) | Slavia Praga | Otrokovice      |                         |               |
| 2006-07   | Sparta Praga (12) | Slavia Praga | Slovácko        |                         |               |
| 2007-08   | Sparta Praga (13) | Slavia Praga | Slovácko        |                         |               |
| 2008-09   | Sparta Praga (14) | Slavia Praga | Slovácko        |                         |               |
| 2009-10   | Sparta Praga (15) | Slavia Praga | Slovácko        |                         |               |
| 2010-11   | Sparta Praga (16) | Slavia Praga | Slovácko        | Petra Divišová          | Slavia Praga  |
| 2011-12   | Sparta Praga (17) | Slavia Praga | Slovácko        | Petra Divišová          | Slavia Praga  |
| 2012-13   | Sparta Praga (18) | Slavia Praga | Viktoria Pilsen | Petra Divišová (34)     | Slavia Praga  |
| 2013-14   | Slavia Praga (3)  | Sparta Praga | Bohemians Praga | Petra Divišová (19)     | Slavia Praga  |
| 2014-15   | Slavia Praga (4)  | Sparta Praga | Slovácko        | Lucie Martínková (23)   | Sparta Praga  |
| 2015-16   | Slavia Praga (5)  | Sparta Praga | Slovácko        | Petra Divišová (24)     | Slavia Praga  |
| 2016-17   | Slavia Praga (6)  | Sparta Praga | Slovácko        | Kateřina Svitková (26)  | Slavia Praga  |
| 2017-18   | Sparta Praga (19) | Slavia Praga | Slovácko        | Kateřina Svitková (24)  | Slavia Praga  |
| 2018-19   | Sparta Praga (20) | Slavia Praga | Slovan Liberec  | Andrea Stašková (32)    | Sparta Praga  |
| 2019-20   | Slavia Praga (7)  | Sparta Praga | Viktoria Pilsen | Kateřina Svitková (23)  | Slavia Praga  |